# Die Rose von Cimarron
Die Rose von Cimarron ist ein US-amerikanischer Western aus dem Jahr 1952 von Harry Keller mit Mala Powers in der Titelrolle sowie Jack Buetel und Bill Williams in weiteren Hauptrollen. Der Film wurde von Alco Pictures produziert.

## Handlung
Der junge Cherokee Willie Whitewater entdeckt die Überreste eines von Kriegern der Comanche überfallenen Siedlertrecks. In einem der zerstörten Wagen findet er ein hellhäutiges Baby, das den Überfall überlebt hat. Willie bringt das Mädchen zu seinen Eltern Einsamer Adler und Rotes Rehkitz, die es Rose von Cimarron nennen. Rose wird von den beiden wie ihr eigenes Kind großgezogen.
Einige Jahre später, aus Rose ist eine junge Frau geworden, werden ihre Pflegeeltern ermordet, als sie versuchen, den Banditen George Newcomb und dessen Kumpane Clem Dawley und Mike Finch vom Raub ihrer Pferde abzuhalten. Rose schwört Rache und macht sich auf die Suche nach den drei gestohlenen Pferden, ein Schecke, ein Fuchs und ein Palomino. In Dodge City bittet sie Marshal Hollister um Hilfe. Rose fordert, dass die drei Täter sofort zu hängen sind, während Hollister ihr das amerikanische Recht erklärt, dass den Mördern einen fairen Prozess verspricht. Schon bald darauf verlieben sich die beiden ineinander.
Rose begegnet Dawley und Finch, die sie beide mit ihrem Gewehr erschießt. Hollister nimmt sie fest und sperrt sie in eine Zelle gegenüber von Deacon, einem von Newcombs Männern. Newcomb und sein Helfer Rio befreien Deacon und auch Rose, die Newcomb gefällt. Als ihm klar wird, dass Rose auf einem Rachefeldzug gegen ihn ist, beauftragt er Dawleys Bruder Jeb, sie in einen Hinterhalt zu locken und zu töten. Jeb verfehlt Rose und wird von Newcomb erschossen, der Rose erklärt, dass Jeb der gesuchte dritte Täter war.
In Dodge City erkennt Hollister, dass er die Mörder nur durch Rose festnehmen kann. Er lockt sie in die Stadt, indem er ihren Stiefbruder Willie willkürlich anzeigt und festnimmt. Rose erfährt, dass auf sie ein Kopfgeld von 1.000 Dollar ausgesetzt ist und dass Willie in ein Staatsgefängnis verlegt werden soll. Transportiert wird er in dem gleichen Zug, den die Newcomb-Bande überfallen will. Der Zug nähert sich einer Stelle, an der die Bande die Gleise zerstört hat, um ihn zum Entgleisen zu bringen. Rose galoppiert dem Zug hinterher, holt ihn ein und kann auf die Plattform eines Waggons klettern. Sie zieht die Notbremse, der Zug kommt knapp vor den zerstörten Gleisen zum Stehen. Die Banditen stürmen den Gepäckwagen, um sich des Goldes zu bemächtigen, das dort transportiert wird. Dabei kommt es zu einer heftigen Schießerei, bei der Deacon verletzt wird. Mit ihrer Beute flüchten die Banditen und verstecken das Gold unter einer Baumgruppe. Während sich die Bande aufteilt, kümmern sich Rose und Willie um Deacon.
Newcomb hat die Bande verlassen, um das Gold für sich alleine zu holen. Doch auch Rio hatte die gleiche Idee, wird aber von Newcomb erschossen. Im Bandenversteck auf einer Ranch trifft er auf Rose und Willie. Deacon ist an seiner Wunde gestorben, hat aber vorher noch gestanden, dass Newcomb der dritte Mörder ist. Hollister erscheint, was Newcomb in die Flucht treibt. Rose und Hollister holen ihn ein. Beim folgenden Kampf kann der Marshal den Banditen töten. Zufrieden reiten Rose und Hollister davon, um ein gemeinsames Leben zu beginnen.

## Produktion

### Hintergrund
Gedreht wurde der Film vom 17. Juli bis zum 13. August 1951 im Topanga Canyon und in den Burro Flats.
Mala Powers und Jack Buetel wurden für diesen Film von Howard Hughes ausgeliehen, der mit beiden Darstellern persönliche Verträge abgeschlossen hat.

### Stab
Boris Leven oblag die künstlerische Leitung. George Milo war für das Szenenbild zuständig, Norma Koch für die Kostüme.

### Besetzung
In kleinen nicht im Abspann erwähnten Nebenrollen traten Rudy Bowman, Claire Du Brey, Marjorie Eaton und Hank Patterson auf. Ebenfalls unerwähnt blieb Lane Bradford als Mike Finch.

## Synchronisation
| Rolle             | Schauspieler  | Deutscher Synchronsprecher |
| ----------------- | ------------- | -------------------------- |
| Marshal Hollister | Jack Buetel   | Rolf Heydel                |
| Rose von Cimarron | Mala Powers   | Tilly Lauenstein           |
| George Newcomb    | Bill Williams | Dietrich Frauboes          |
| Deacon            | Art Smith     | Erich Dunskus              |
| Richter Kirby     | Alex Gerry    | Knut Hartwig               |
| Schmied           | Wade Crosby   | Walter Altenkirch          |

## Veröffentlichung
Die Premiere des Films fand am 28. Januar 1952 in Los Angeles statt. In der Bundesrepublik Deutschland kam er am 4. März 1953 in die Kinos. Im Fernsehen wurde er auch unter dem Titel Die Gesetzlosen von Cimarron ausgestrahlt.

## Kritiken
Das Lexikon des internationalen Films schrieb: „Dutzendwestern von der Stange.“
Die Filmzeitschrift Cinema befand: „Standardballerei, aber schön bunt anzusehn.“